# Lachnaia puncticollis
Lachnaia puncticollis là một loài bọ cánh cứng trong họ Chrysomelidae. Loài này được Chevrolat miêu tả khoa học năm 1840.